# Repetobasidiopsis grandisporus
Repetobasidiopsis grandisporus — вид грибів, що належить до монотипового роду  Repetobasidiopsis.